# Nazionale femminile di pallamano del Portogallo
La nazionale femminile di pallamano del Portogallo rappresenta il Portogallo nelle competizioni internazionali e la sua attività è gestita dalla locale federazione (FPA). 
Nella sua storia ha partecipato per due volte alla fase finale del campionato europeo, ottenendo il  miglior risultato nel 2008, concludendo al 16º posto.

## Storia

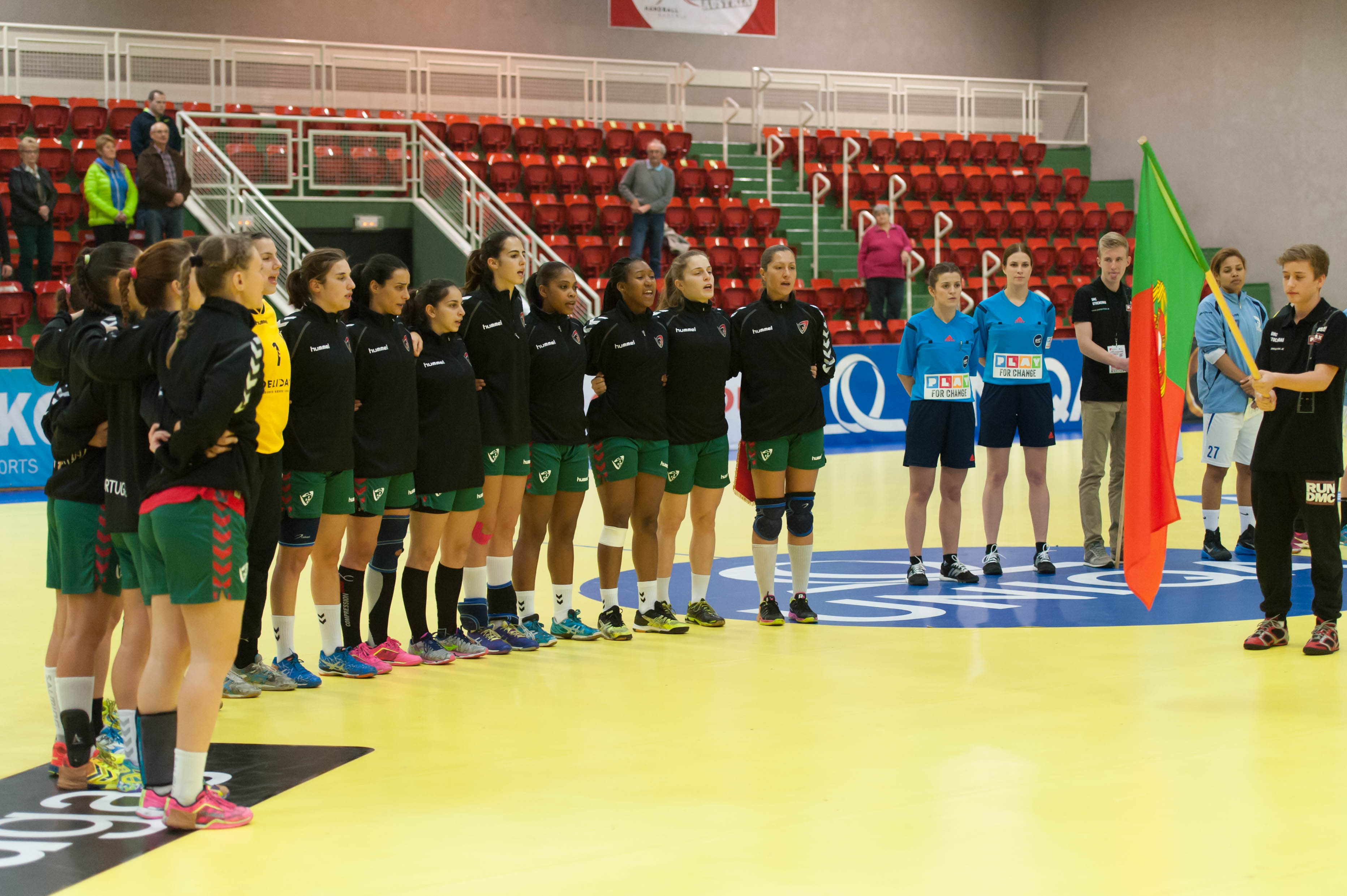
Formazione della squadra portoghese nel 2014.

La rappresentativa femminile del Portogallo è attiva nelle competizioni internazionali dalla fine degli anni 1980, quando iniziò a disputare i tornei che davano accesso alle fasi finali del campionato mondiale. 
Con l'avvento del campionato europeo nel 1994, ha regolarmente preso parte alle fasi di qualificazione. 
Nel 2008 per la prima volta ha conquistato l'accesso alla fase finale dell'europeo, dopo aver superato la Polonia nei play-off di qualificazione, ribaltando nella gara di ritorno la sconfitta subita all'andata. 
Sorteggiato nel gruppo B del turno preliminare nella fase finale, assieme a Norvegia, Spagna ed Ucraina, il Portogallo perse tutte e tre le partite e venne eliminato dalla competizione.
Per le qualificazioni alla fase finale del campionato europeo 2024 la nazionale lusitana venne inserita nel gruppo 3 con Paesi Bassi, Rep. Ceca e Finlandia. Vinse solamente le due partite contro la nazionale finlandese, perdendo le altre partite e concludendo il raggruppamento al terzo posto in classifica; nonostante ciò, rientrò tra le quattro migliori terze delle qualificazioni, ottenendo l'accesso alla fase finale del campionato per la seconda volta, sedici anni dopo la precedente. 
Inserita nella quarta urna, la nazionale venne sorteggiata nel girone C del turno preliminare nella fase finale, assieme a Francia, Spagna e Polonia. 
Perse tutte e tre le partite, concludendo il girone al quarto ed ultimo posto.

## Partecipazioni ai tornei internazionali
- dal 1976 al 2024: non qualificata

- dal 1957 al 1986: non partecipante
- dal 1990 al 2023: non qualificata

- dal 1994 al 2006: non qualificata
- 2008: 16º posto
- dal 2010 al 2022: non qualificata
- 2024: 22º posto